# 토스카 머스크
토스카 머스크(영어: Tosca Musk, 1974년 7월 20일 ~ )는 남아프리카 공화국, 미국의 영화 프로듀서이다. 기업인 일론 머스크의 여동생이다.